# ФК Струга
Фудбалски клуб Струга је македонски фудбалски клуб из Струге. Такмичи се у Првој лиги Македоније.

## Трофеји
- Прва лига Македоније
  - 2022/23, 2023/24.[1]
- Друга лига Македоније
  - 2018/19.
- Трећа лига Македоније
  - 2016/17.

## ФК Струга у европским такмичењима
| Сезона   | Такмичење              | Коло        | Клуб                | Дом. | Гост | Укупно |
| -------- | ---------------------- | ----------- | ------------------- | ---- | ---- | ------ |
| 2021/22. | УЕФА Лига конференције | 1. коло кв. | Лијепаја            | 1:4  | 1:1  | 2:5    |
| 2023/24. | УЕФА Лига шампиона     | 1. коло кв. | Жалгирис            | 1:2  | 0:0  | 1:2    |
| 2023/24. | УЕФА Лига конференције | 2. коло кв. | Будућност Подгорица | 1:0  | 4:3  | 5:3    |
| 2023/24. | УЕФА Лига конференције | 3. коло кв. | Свифт Есперанж      | 3:1  | 1:2  | 4:3    |
| 2023/24. | УЕФА Лига конференције | плеј-оф     | Брејдаблик          | 0:1  | 0:1  | 0:2    |
| 2024/25. | УЕФА Лига шампиона     | 1. коло кв. | Слован Братислава   | 1:2  | 2:4  | 3:6    |
| 2024/25. | УЕФА Лига конференције | 2. коло кв. | Пјуник              | 2:1  | 1:3  | 3:4    |